# Diocesi di Concepción en Paraguay
La diocesi di Concepción en Paraguay (in latino Dioecesis Sanctissimae Conceptionis in Paraguay) è una sede della Chiesa cattolica in Paraguay suffraganea dell'arcidiocesi di Asunción. Nel 2023 contava 470.000 battezzati su 479.105 abitanti. La sede è vacante.

## Territorio
La diocesi comprende i dipartimenti paraguaiani di Concepción e Amambay.
Sede vescovile è la città di Concepción, dove si trova la cattedrale dell'Immacolata Concezione.
Il territorio si estende su 30.084 km² ed è suddiviso in 19 parrocchie.

## Storia
La diocesi di Concepción e Chaco fu eretta il 1º maggio 1929 con la bolla Universi Dominici di papa Pio XI, ricavandone il territorio dalla diocesi di Asunción, che contemporaneamente fu elevata al rango di sede metropolitana.
L'11 marzo 1948 cedette una porzione del suo territorio a vantaggio dell'erezione del vicariato apostolico del Chaco Paraguayo. Per questo motivo, l'anno successivo, il 16 luglio 1949, la diocesi mutò il proprio nome in quello attuale.
Negli anni successivi ha ceduto a più riprese altre porzioni di territorio a vantaggio dell'erezione di nuove circoscrizioni ecclesiastiche:
- la prelatura territoriale di Encarnación e Alto Paraná (oggi diocesi di Encarnación) il 21 febbraio 1957;
- la prelatura territoriale di Caacupé (oggi diocesi) il 2 agosto 1960;
- la prelatura territoriale di Coronel Oviedo (oggi diocesi) il 10 settembre 1961;
- la diocesi di San Pedro il 5 giugno 1978;
- la diocesi di Benjamín Aceval il 28 giugno 1980.

## Cronotassi dei vescovi
Si omettono i periodi di sede vacante non superiori ai 2 anni o non storicamente accertati.
- Emilio Sosa Gaona, S.D.B. † (30 aprile 1931 - 14 maggio 1963 dimesso[2])
  - Sede vacante (1963-1965)
- Aníbal Maricevich Fleitas † (4 dicembre 1965 - 30 aprile 1993 ritirato)
- Juan Bautista Gavilán Velásquez (5 marzo 1994 - 18 dicembre 2001 nominato vescovo di Coronel Oviedo)
- Zacarías Ortiz Rolón, S.D.B. † (12 luglio 2003 - 11 luglio 2013 ritirato)
- Miguel Ángel Cabello Almada (11 luglio 2013 - 5 dicembre 2024 nominato vescovo di Villarrica del Espíritu Santo)

## Statistiche
La diocesi nel 2023 su una popolazione di 479.105 persone contava 470.000 battezzati, corrispondenti al 98,1% del totale.
| anno | popolazione | popolazione | popolazione | presbiteri | presbiteri | presbiteri | presbiteri                | diaconi | religiosi | religiosi | parrocchie |
| anno | battezzati  | totale      | %           | numero     | secolari   | regolari   | battezzati per presbitero | diaconi | uomini    | donne     | parrocchie |
| ---- | ----------- | ----------- | ----------- | ---------- | ---------- | ---------- | ------------------------- | ------- | --------- | --------- | ---------- |
| 1949 | 240.000     | 250.000     | 96,0        | 34         | 16         | 18         | 7.058                     |         | 18        | 48        | 26         |
| 1966 | 211.000     | 212.000     | 99,5        | 36         | 17         | 19         | 5.861                     |         | 24        | 39        | 29         |
| 1970 | 259.300     | 259.500     | 99,9        | 32         | 14         | 18         | 8.103                     |         | 28        | 49        | 19         |
| 1976 | 306.000     | 340.490     | 89,9        | 34         | 16         | 18         | 9.000                     |         | 27        | 62        | 20         |
| 1980 | 201.800     | 205.500     | 98,2        | 27         | 13         | 14         | 7.474                     |         | 25        | 54        | 11         |
| 1990 | 272.000     | 276.000     | 98,6        | 25         | 10         | 15         | 10.880                    |         | 18        |           | 12         |
| 1999 | 305.000     | 309.000     | 98,7        | 27         | 15         | 12         | 11.296                    |         | 20        | 72        | 14         |
| 2000 | 312.000     | 316.000     | 98,7        | 32         | 18         | 14         | 9.750                     |         | 22        | 65        | 14         |
| 2001 | 300.600     | 302.413     | 99,4        | 32         | 20         | 12         | 9.393                     |         | 17        | 62        | 14         |
| 2002 | 300.600     | 302.413     | 99,4        | 31         | 20         | 11         | 9.696                     |         | 17        | 60        | 14         |
| 2003 | 300.600     | 302.413     | 99,4        | 32         | 20         | 12         | 9.393                     |         | 17        | 60        | 14         |
| 2004 | 347.902     | 350.000     | 99,4        | 32         | 19         | 13         | 10.871                    |         | 19        | 58        | 14         |
| 2006 | 362.000     | 367.000     | 98,6        | 33         | 20         | 13         | 10.969                    |         | 18        | 59        | 15         |
| 2016 | 425.800     | 434.000     | 98,1        | 40         | 24         | 16         | 10.645                    |         | 19        | 49        | 15         |
| 2019 | 445.360     | 454.000     | 98,1        | 46         | 34         | 12         | 9.681                     |         | 15        | 24        | 17         |
| 2021 | 457.570     | 466.900     | 98,0        | 45         | 33         | 12         | 10.168                    |         | 17        | 30        | 19         |
| 2023 | 470.000     | 479.105     | 98,1        | 49         | 35         | 14         | 9.591                     |         | 18        | 31        | 19         |